# Hillsview
Hillsview – miasto w Stanach Zjednoczonych, w stanie Dakota Południowa, w hrabstwie McPherson.